# Adam Griffiths
Adam Griffiths (ur. 21 sierpnia 1979 w Sydney) – australijski piłkarz występujący na pozycji obrońcy. Brat Joela Griffithsa oraz Ryana Griffithsa, także piłkarzy.

## Kariera klubowa
Griffiths seniorską karierę rozpoczął w 1998 roku w zespole Sutherland Sharks z ligi stanu Nowa Południowa Walia. W 1999 roku przeszedł do Northern Spirit FC z National Soccer League. Był stamtąd wypożyczany do zespołów lig regionalnych: Gippsland Falcons, Eastern Pride oraz Manly United. Graczem Northern był do 2002 roku. Wówczas przeszedł do Newcastle UFC, także grającego w NSL. Występował tam przez 2 lata.
W 2004 roku Griffiths podpisał kontrakt z belgijskim KV Oostende z Eerste klasse. Zadebiutował tam 8 sierpnia 2004 roku w zremisowanym 3:3 pojedynku z KVC Westerlo. W Oestende spędził rok. W 2005 roku przeszedł do angielskiego Watfordu z Championship. W jego barwach nie rozegrał jednak żadnego spotkania. Na początku 2006 roku odszedł do Bournemouth z League One, w którym grał do końca sezonu 2005/2006.
W połowie 2006 roku Griffiths przeszedł do innego zespołu League One, Brentfordu, gdzie spędził rok. W 2007 roku wrócił do Australii, gdzie został graczem klubu Newcastle United Jets, w którym grał już, gdy ten nosił nazwę Newcastle UFC. W 2008 roku zdobył z nim mistrzostwo A-League.
W 2009 roku odszedł z Newcastle. Następnie grał w Gold Coast United, saudyjskim Al-Szabab, Adelaide United, a w 2010 roku został graczem chińskiego Hangzhou Nabel Greentown. Następnie grał w Sydney FC, Selangor FA, Kedah FA, a w 2015 przeszedł do APIA Leichhardt Tigers, gdzie zakończył karierę.

## Kariera reprezentacyjna
W reprezentacji Australii Griffiths zadebiutował 22 marca 2008 roku w zremisowanym 0:0 towarzyskim meczu z Singapurem.